# Petrolisthes coccineus
Petrolisthes coccineus is een tienpotigensoort uit de familie van de Porcellanidae. De wetenschappelijke naam van de soort is voor het eerst geldig gepubliceerd in 1839 door Owen.